# エアロシェル

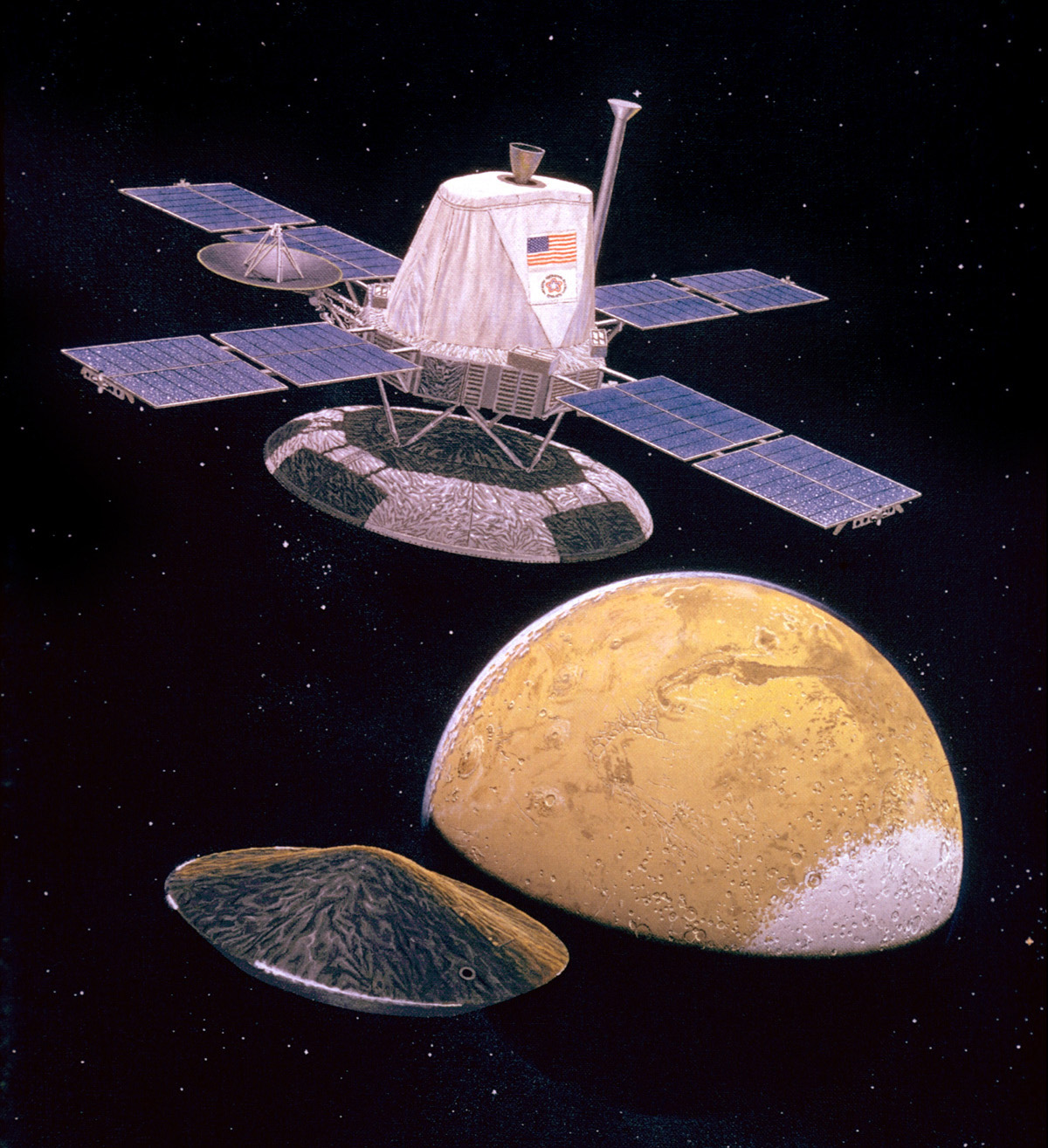
バイキングオービターがエアロシェルクラッド・ランダーを分離しているイメージ図

エアロシェル（英: Aeroshell）とは宇宙機が大気圏突入時に受ける熱と圧力から機体を保護し、突入速度を減少させる熱シールドシェルのこと。宇宙飛行時にデブリから機体を保護する役割を持つものもある。シェルの後方にはミッションに使用する機器のほかに、パラシュートやロケットエンジン、計測機器（パラシュートで降下する際にシェルの方向を測定する慣性計測装置など）といったの重要な部品を搭載している。
エアロシェルは惑星間宇宙ミッションの重要な構成要素であり、アポロ計画、バイキング計画、マーズ・パスファインダー、マーズ・エクスプロレーション・ローバー、マーズ・フェニックスといった数々のミッションに使用されている。マーズ・サイエンス・ラボラトリーにも使用された。

## NASAの試験

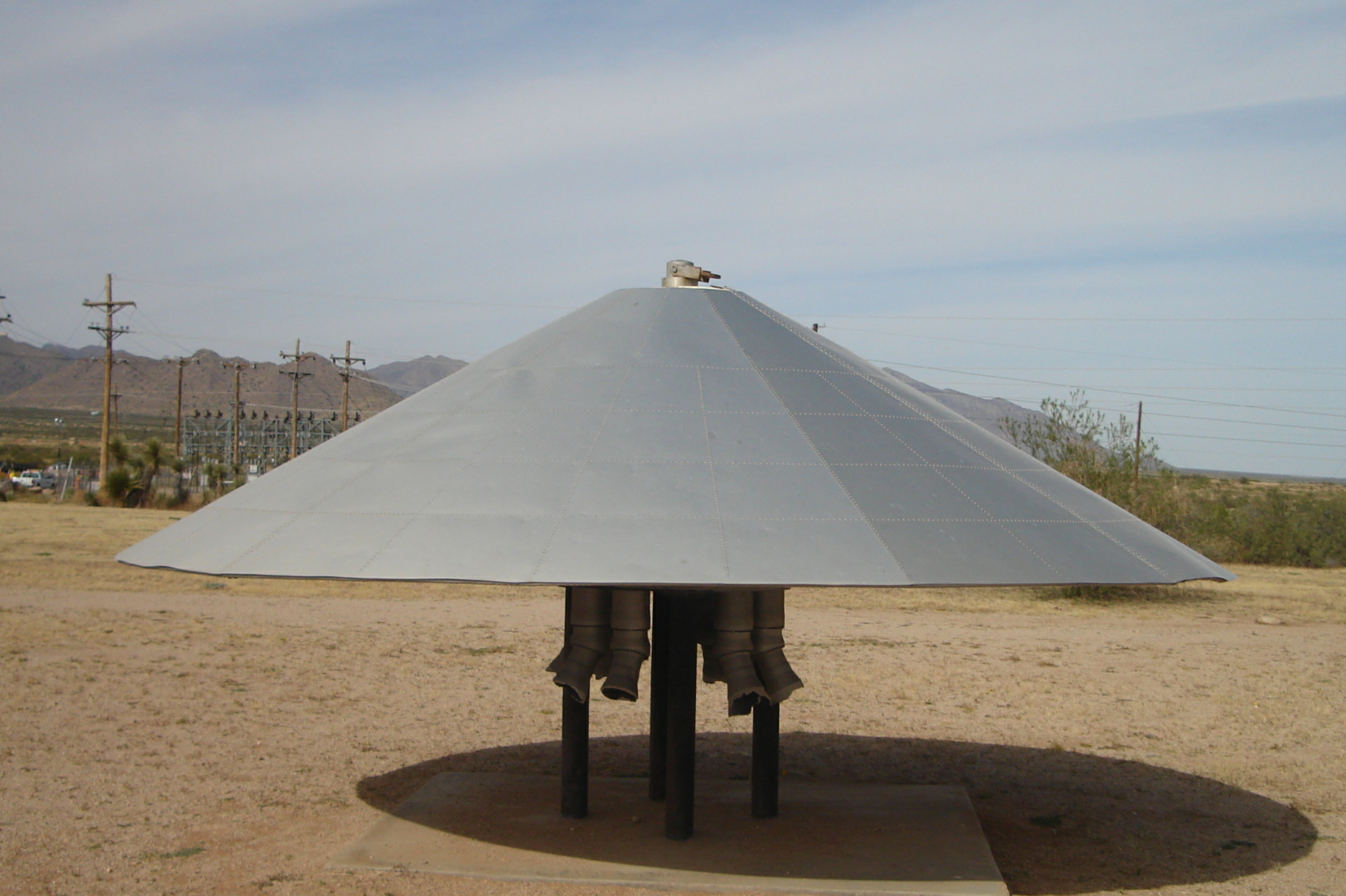
ホワイトサンズ・ミサイル実験場のミサイルパークに一般展示されているUSAFのエアロシェル "Flying Saucer"

NASAの惑星突入パラシュート計画（Planetary Entry Parachute Program, PEPP）のエアロシェルはボイジャー計画 (火星)による火星着陸のためのパラシュート試験を目的に作成され、1966年試験を行った。希薄な火星大気を再現するためにパラシュート試験は地球の高度160,000フィート以上の高度で行われる必要があった。まず、ロズウェルからバルーンによってエアロシェルを上昇させ、次にバルーンを西のホワイトサンズ・ミサイル実験場まで漂わせ、そこでエアロシェルを投下し、機体下のロケットエンジンがパラシュートを展開する予定の高度まで上昇させた。
ボイジャー計画は後にキャンセルされ、数年後により小規模なバイキング計画に置き換えられた。NASAはボイジャーの名を火星のボイジャー計画とは何の関係性もなかったボイジャー計画（ボイジャー1号とボイジャー2号）に再使用している。
ホワイトサンズ・ミサイル実験場にはPEPPのエアロシェルが現在も一つ残されている。